# Antennaria (insecto)
Antennaria es un género de coleópteros adéfagos de la familia Carabidae.

## Especies
Contiene las siguientes especies:
- Antennaria crassicornis Macleay, 1888
- Antennaria doddi Sloane, 1905
- Antennaria ioscelis Hope, 1841
- Antennaria sparsimpilosa Horn, 1913